# Dennis Collins
Pour les articles homonymes, voir Collins.
Dennis Collins (18 juillet 1951) est musicologue, claveciniste, organiste et traducteur, notamment d'ouvrages musicologiques et d'histoire de l'art.
Ses domaines de recherche portent sur la vie musicale en Italie au XVIIe siècle ; en particulier, il se consacre aux compositeurs Ignazio Donati, Alessandro Grandi, Claudio Monteverdi, Giovanni Rovetta, Giovanni Antonio Rigatti, Barbara Strozzi et Isabella Leonarda.
Dennis Collins vit en France.

## Ouvrages

### Traductions de l'anglais
- Mosco Carner (trad. de l'anglais), Alban Berg, Paris, Jean-Claude Lattès, coll. « Musiques et musiciens », 1979 (1re éd. 1975 (en)), 367 p. (OCLC 876980616)
- Eric Walter White, Stravinsky : le compositeur et son œuvre, Flammarion, coll. « 	Harmoniques », 1983 (OCLC 11732369)
- Christopher Hogwood, La sonate en trio, Arles, Actes Sud, 1987 (OCLC 28106169)
- Denis Arnold, Gesualdo, Arles, Actes Sud, 1987 (ISBN 2-86869-201-X, OCLC 1091769712)
- Manfred Bukofzer (trad. de l'anglais par Claude Chauvel, Dennis Collins, Frank Langlois et Nicole Wild), La musique baroque : 1600-1750 de Monteverdi à Bach [« Music in the baroque era »], Paris, Éditions Jean-Claude Lattès, coll. « Musiques et musiciens », 1988 (1re éd. 1947), 485 p. (ISBN 2-266-03623-8, OCLC 19357552, BNF 35009151)
- H. C. Robbins Landon (dir.) (trad. de l'anglais), Dictionnaire Mozart [« Mozart Compendium »], Paris, Fayard, coll. « Les Indispensables de la musique », 1997 (1re éd. 1990), 653 p. (ISBN 2-213-59917-3, OCLC 470808771, BNF 41223250)
- David Cairns (trad. de l'anglais), Hector Berlioz, vol. I & II, Paris, Fayard, 2002, 942 p. (ISBN 2-213-61250-1, OCLC 614742526)
- Davitt Moroney, Bach une vie, Actes Sud, coll. « Babel » (no 571), 2003 (OCLC 76504661)
- John Eliot Gardiner (trad. de l'anglais par Laurent Cantagrel et Dennis Collins), Musique au château du ciel : Un portrait de Jean-Sébastien Bach [« Music in the castle of Heaven: a portrait of Johann Sebastian Bach »], Paris, Flammarion, 2014, 747 p. (ISBN 978-2-08-133489-2 et 2-08-133489-5, OCLC 897000905, BNF 44237212)

### Traductions de l'allemand
- Nikolaus Harnoncourt (trad. de l'allemand), Le dialogue musical : Monteverdi, Bach et Mozart [« Der musikalische Dialog : Gedanken zu Monteverdi, Bach und Mozart »], Paris, Gallimard, coll. « Arcades » (no 7), 1985, 345 p. (ISBN 2-07-070488-2, OCLC 757023342, BNF 34837726)
- Nikolaus Harnoncourt (trad. de l'allemand), Le discours musical : pour une nouvelle conception de la musique [« Musik als Klangrede : Wege zu einem neuen Musikverständnis »], Paris, Gallimard, coll. « Tel », 2014 (1re éd. 1984), 294 p. (ISBN 978-2-07-014696-3 et 2-07-014696-0, OCLC 896254821, BNF 44204312)